# Kosířské lomy
Kosířské lomy jsou národní přírodní památka mezi obcemi Slatinky a Čelechovice na Hané. Leží na východním a jihovýchodním úbočí Velkého Kosíře v okrese Prostějov. 
Chráněné území je v péči Agentury ochrany přírody a krajiny České republiky, regionální pracoviště Olomoucko. Území je též chráněno jako evropsky významná lokalita soustavy Natura 2000 pod názvem Kosíř-Lomy. Sestává ze tří dříve samostatně chráněných území (Státní lom, Růžičkův lom a Vápenice) a ze suchých strání se zbytky sadů v místech zvaných Vinohrady.

## Předmět ochrany
Důvodem ochrany lomů je významné paleontologické naleziště pozůstatků prvohorní mořské fauny v souvrství devonských vápenců a skalní ekosystémy skal a drolin. Nejsevernější výskyt na Moravě zde má silně ohrožená růže bedrníkolistá (Rosa pimpinellifolia).
Důvodem ochrany lokality Vápenice je území tvořené několika typy velmi cenných vápnomilných společenstev. Nejrozsáhlejší částí jsou zvláštní terénní nerovnosti, pravděpodobně těžebního původu, porostlé suchými trávníky. Větší obnažené kameny jsou místy porostlé epilitickými lišejníky, významnými indikátory čistoty ovzduší. Soustava mezí reprezentuje zajímavý a erozně stabilizační celek. V severní části lokalit se vyskytují zbytky sadů s travnatým, extenzivně využívaným podrostem. Z chráněných rostlin se zde nalézají např. koniklec velkokvětý (Pulsatilla grandis) a lněnku dollinerovu (Thesium dollineri). Chráněné živočichy reprezentuje motýl přástevník kostivalový (Euplagia quadripunctaria) a ohniváček černočárý (Lycaena dispar). Od roku 1999 je pravidelně zaznamenáván výskyt kudlanky nábožné (Mantis religiosa).
Důvodem ochrany strání je pestrá mozaika bylinných společenstev a teplomilných křovin se zbytky sadů.

## Geomorfologie a geologie
Území náleží jak k pásmu Velkého Kosíře patřícího k Bouzovské vrchovině, tak k Hornomoravskému úvalu.
Podloží lomů tvoří devonské vápence vystupující z třetihorních a čtvrtohorních sedimentů. Na severozápadě převládají kulmské břidlice, droby a slepence.
Území Vápenice je tvořeno devonskými dolomity a lažaneckými vápenci, místy vystupují vápnité jíly a písky. Kvartérní pokryv je tvořen ze sprašových hlín.
Správné zařazení lokality do období devonu provedl již v roce 1847 geolog Roderick Murchison, který lokalitu navštívil spolu se slavným paleontologem Joachimem Barrandem.

## Přístup
Nejlepší přístup k lomům je ze silnice třetí třídy z Čelechovic na Hané do Kaple. Z ní vede asfaltová cesta na vrchol Kosíře. Hned na začátku cesty je vybudováno malé parkoviště. Po cestě vede zelená a žlutá turistická značka z Čelechovic na Hané, které se na rozcestí Bunička rozdvojují – zelená značka po asfaltové cestě prochází přírodní památkou a vede na vrchol Velkého Kosíře. Žlutá vede úpatím Růžičkova lomu do Čech pod Kosířem.
Lokalita Vápenice je přístupná po polní cestě vycházející z pravoúhlého lomu již zmíněné asfaltové cesty na vrchol Kosíře. Lepší přístup je z odbočky na Slatinky ze silnice druhé třídy spojující Prostějov s Litovlí. První polní cesta po levé straně vede k Vápenici.

## Fotogalerie

Státní lom
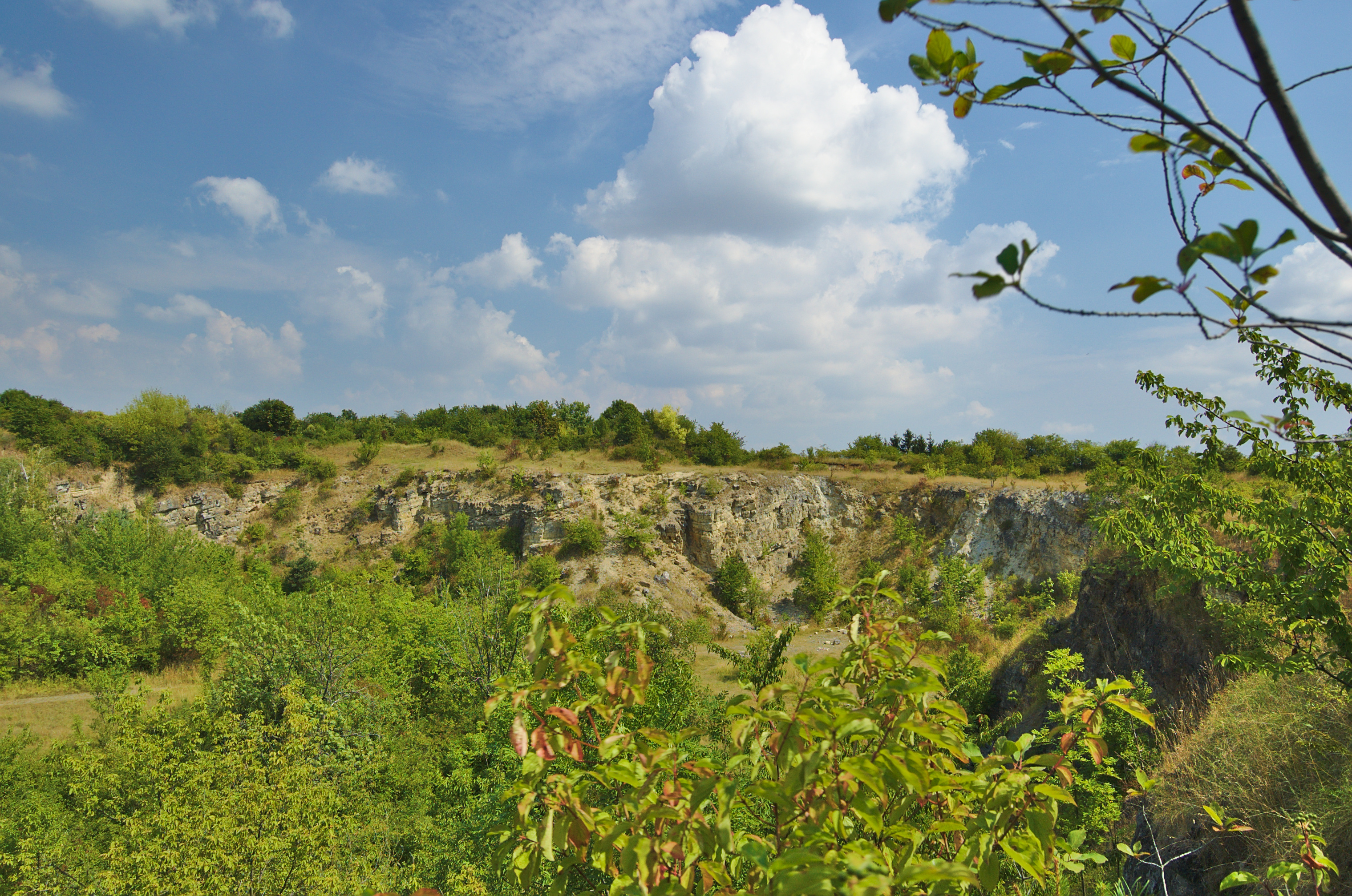
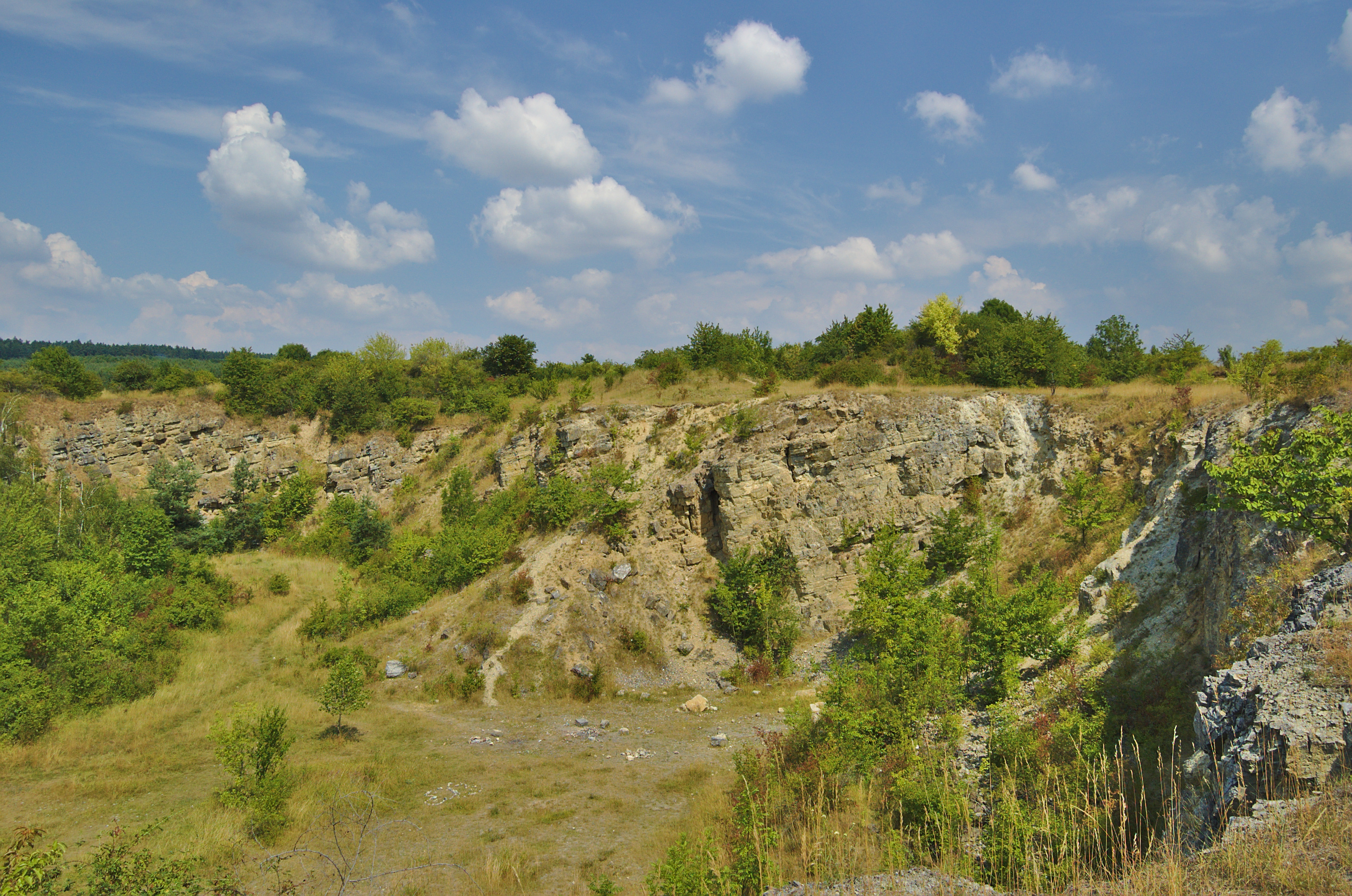
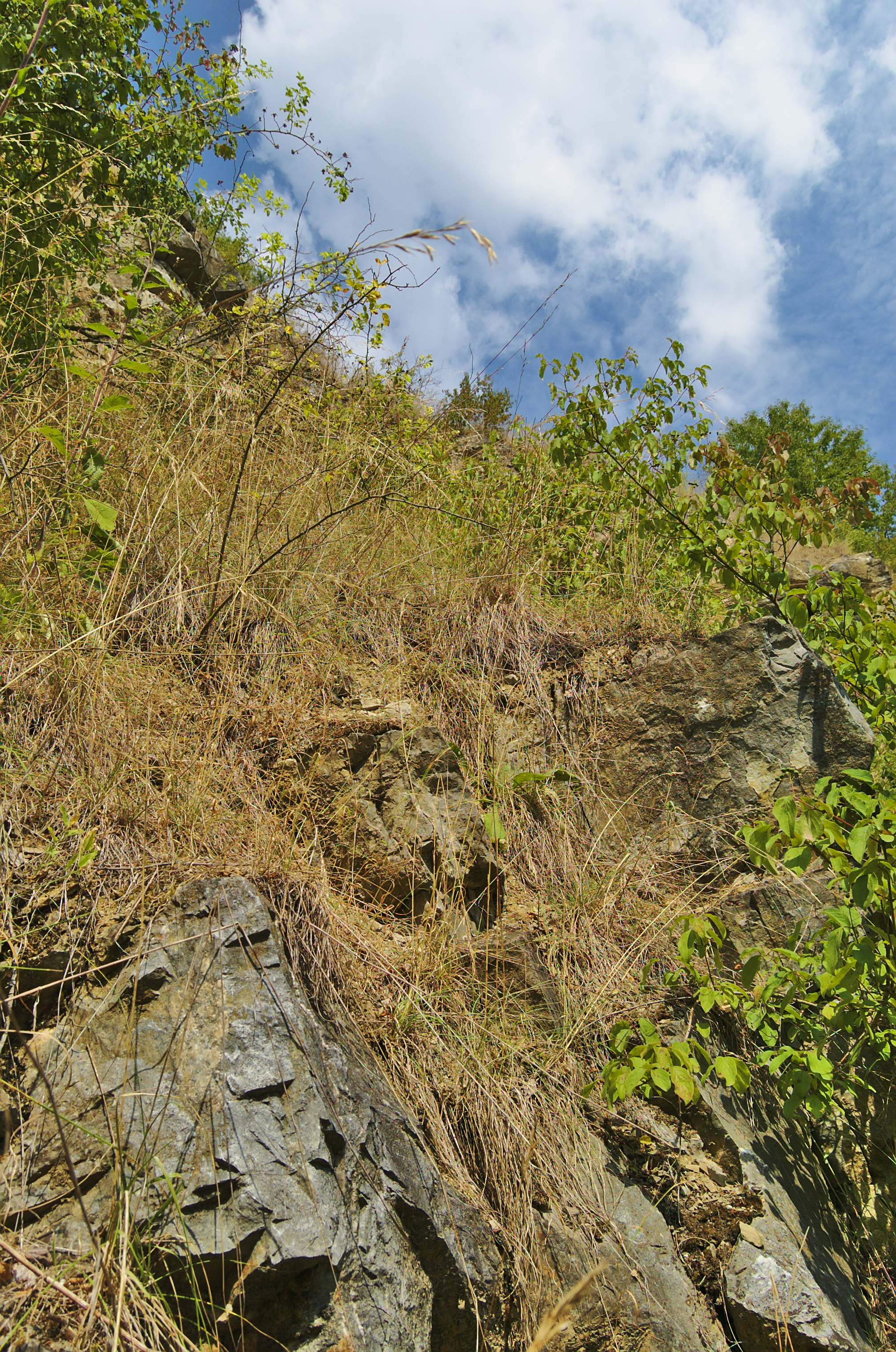
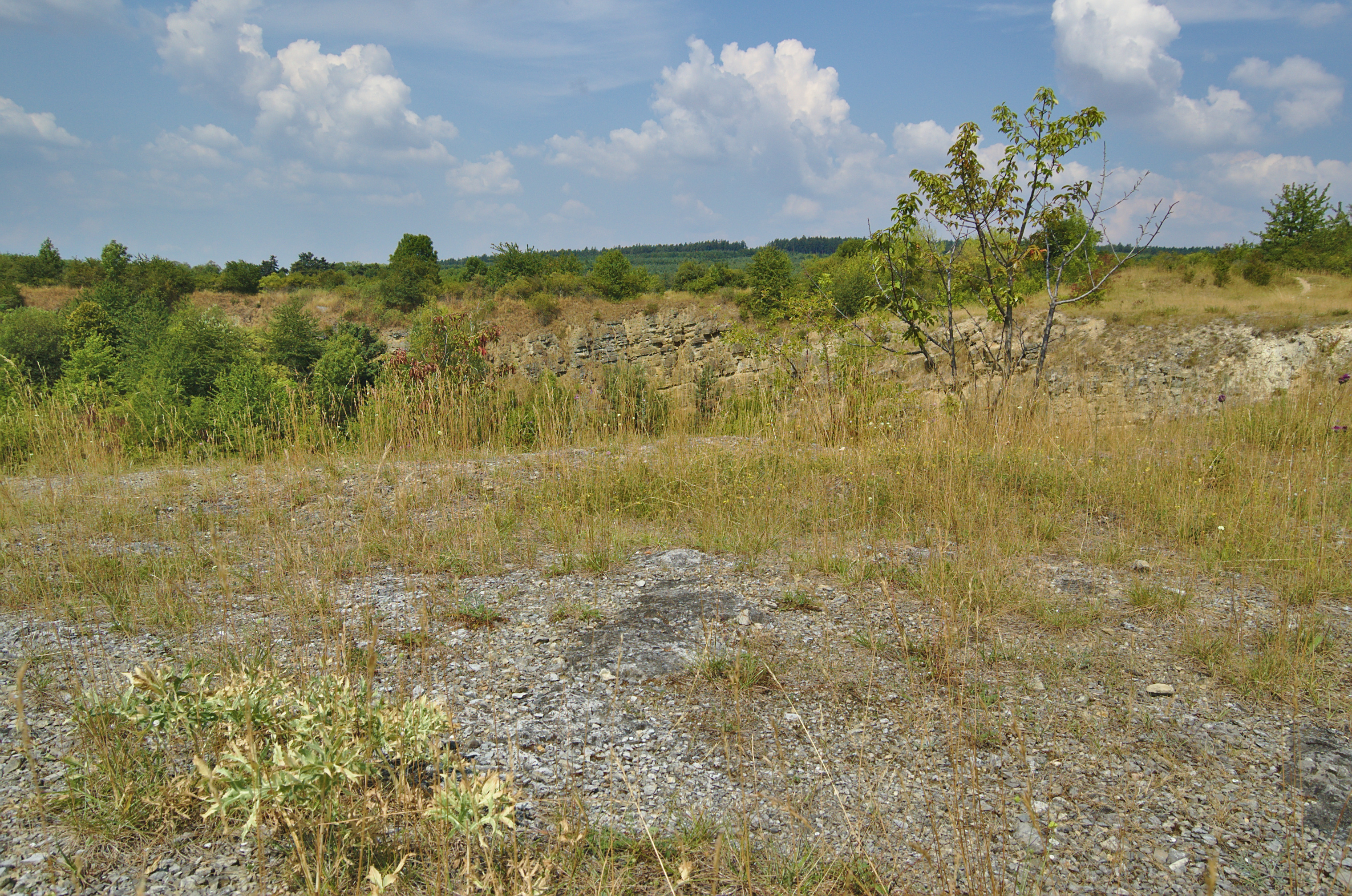

Růžičkův lom
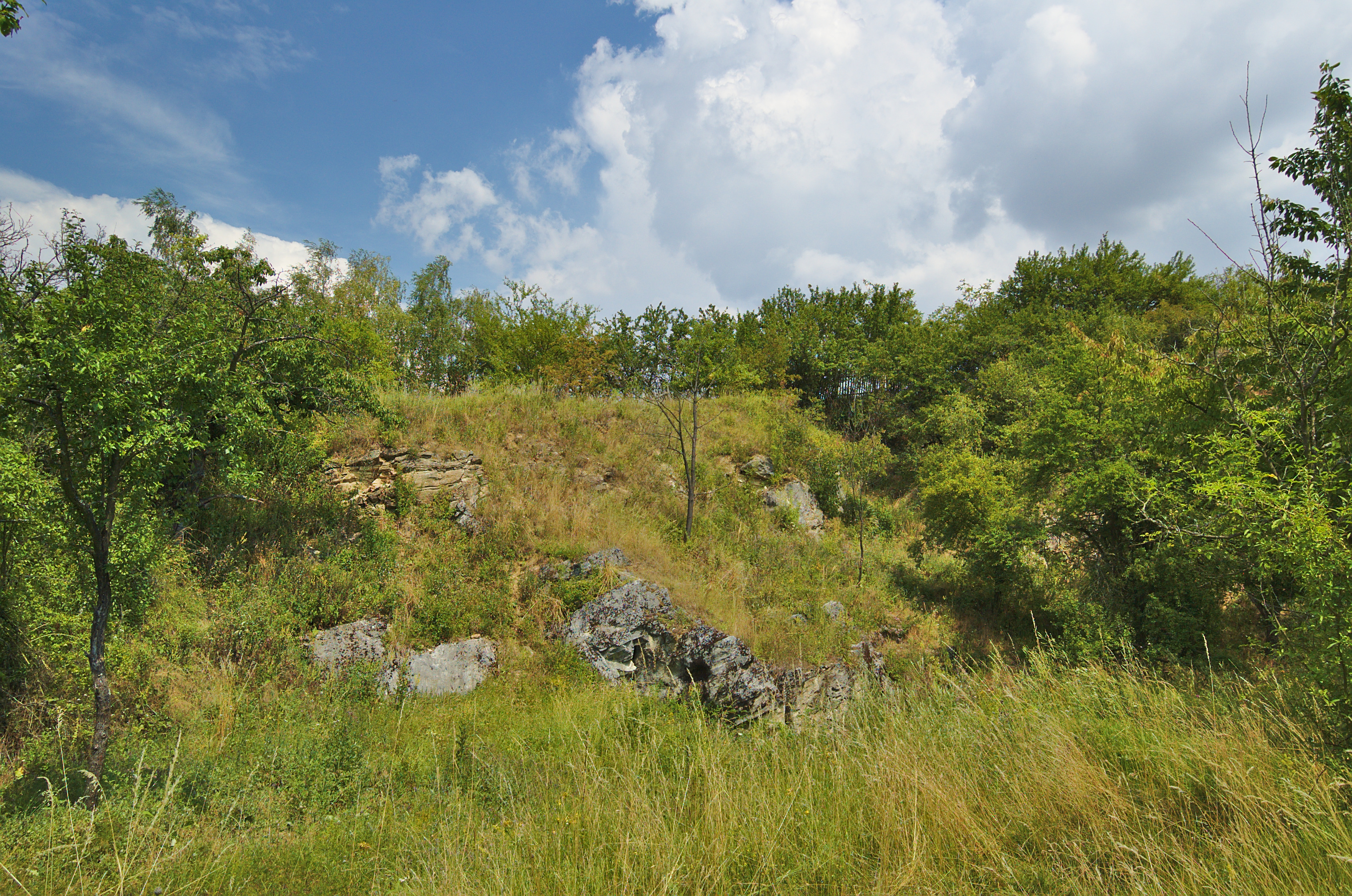
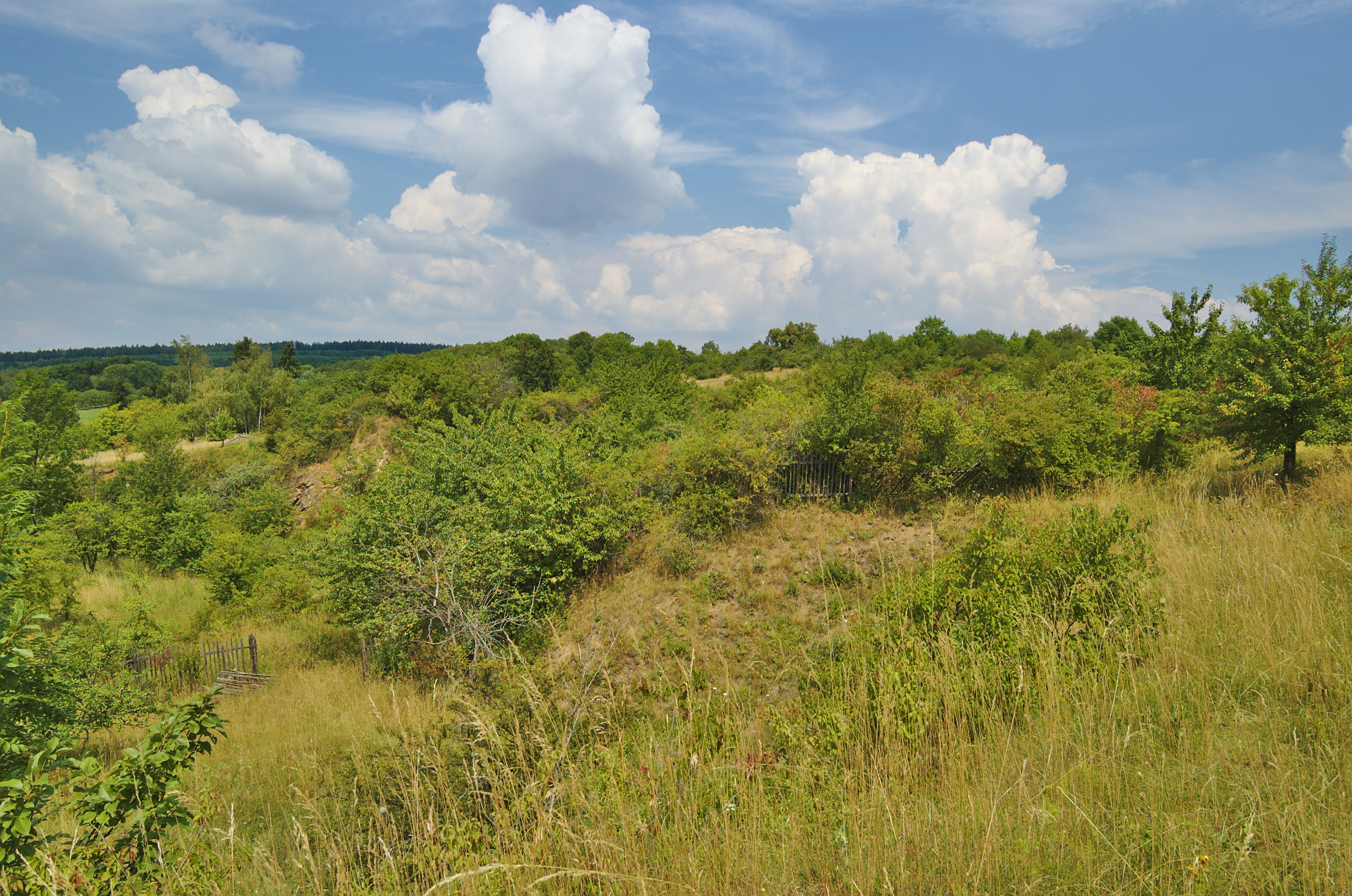
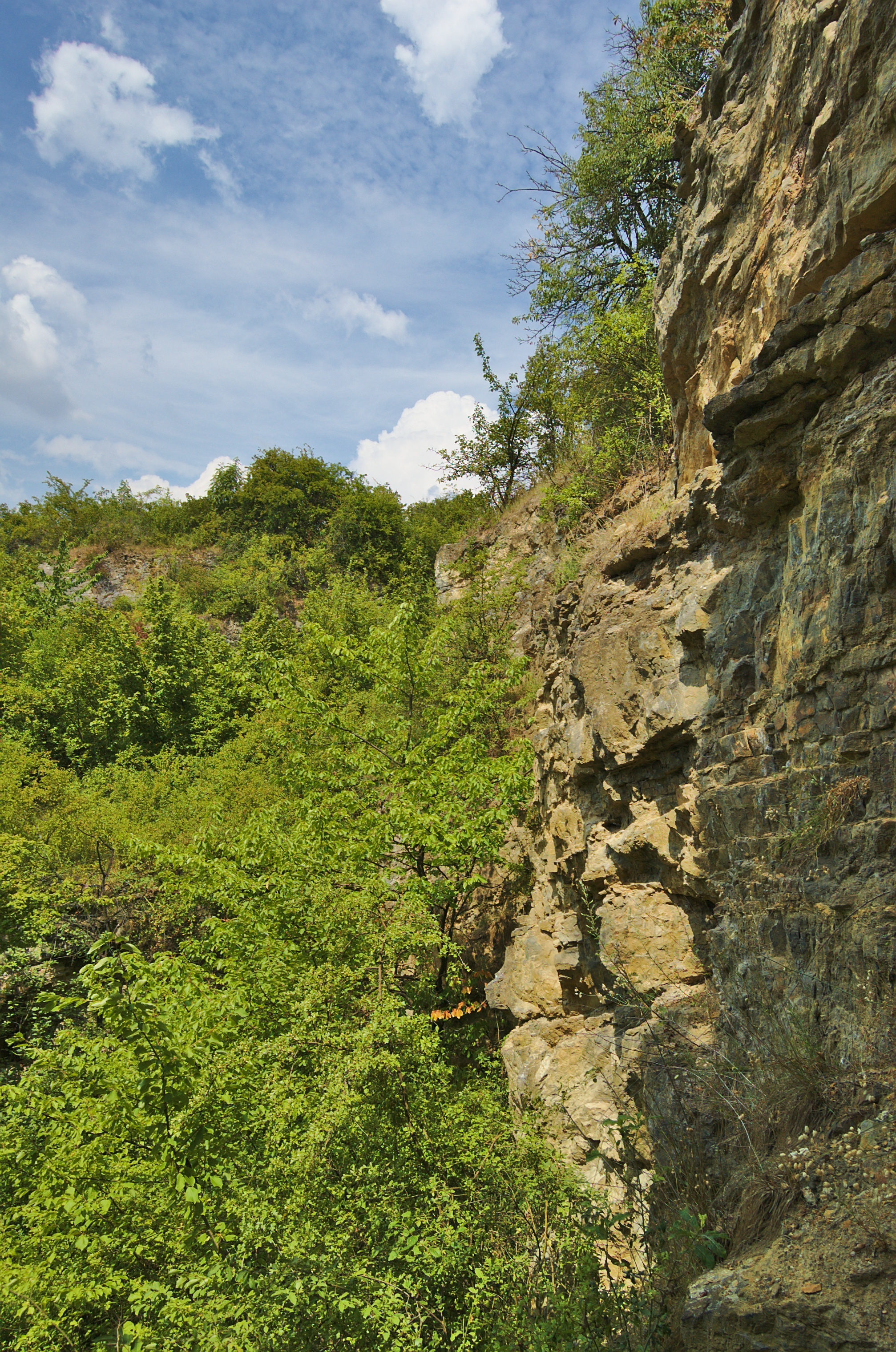
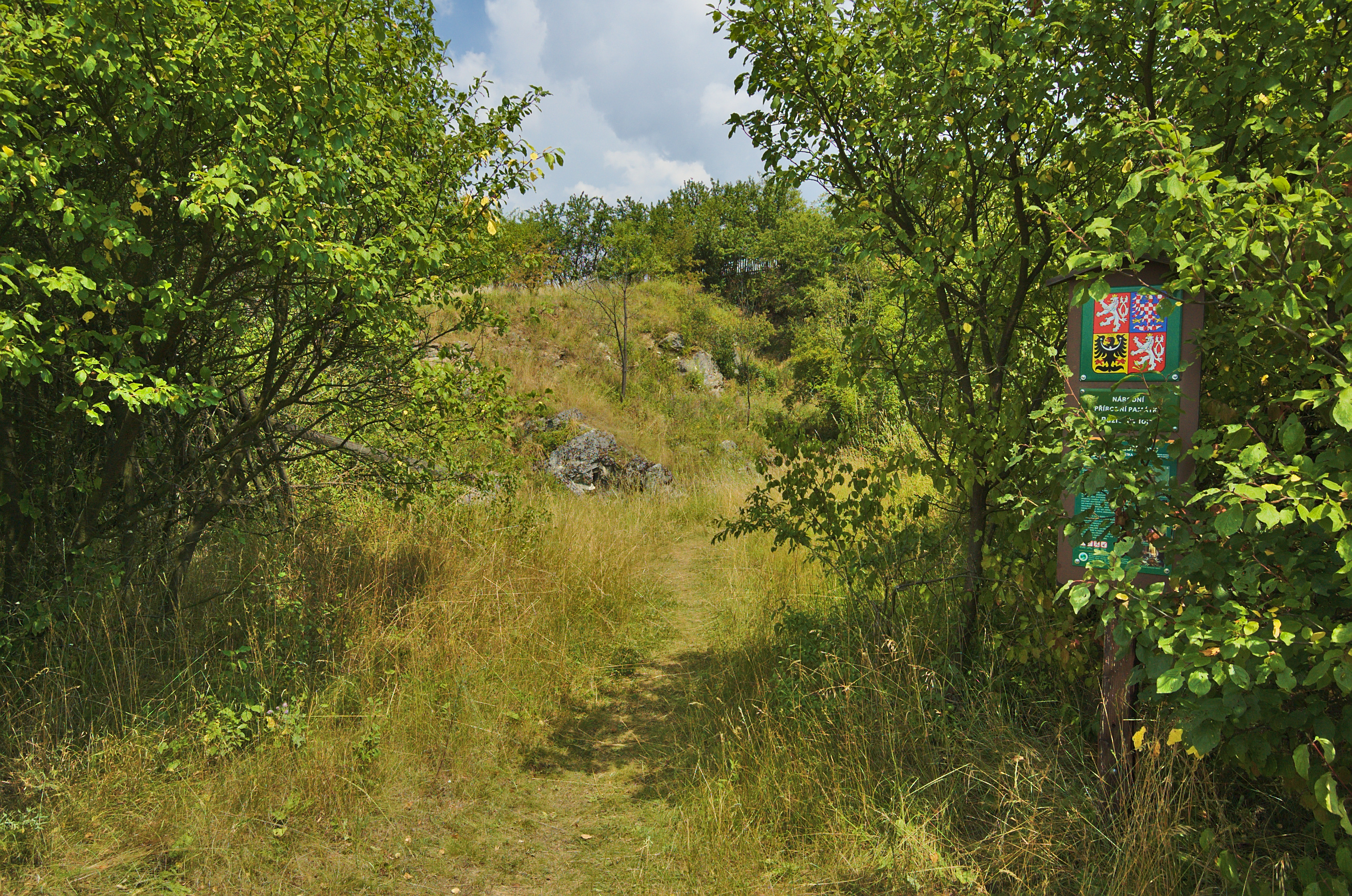

Vápenice
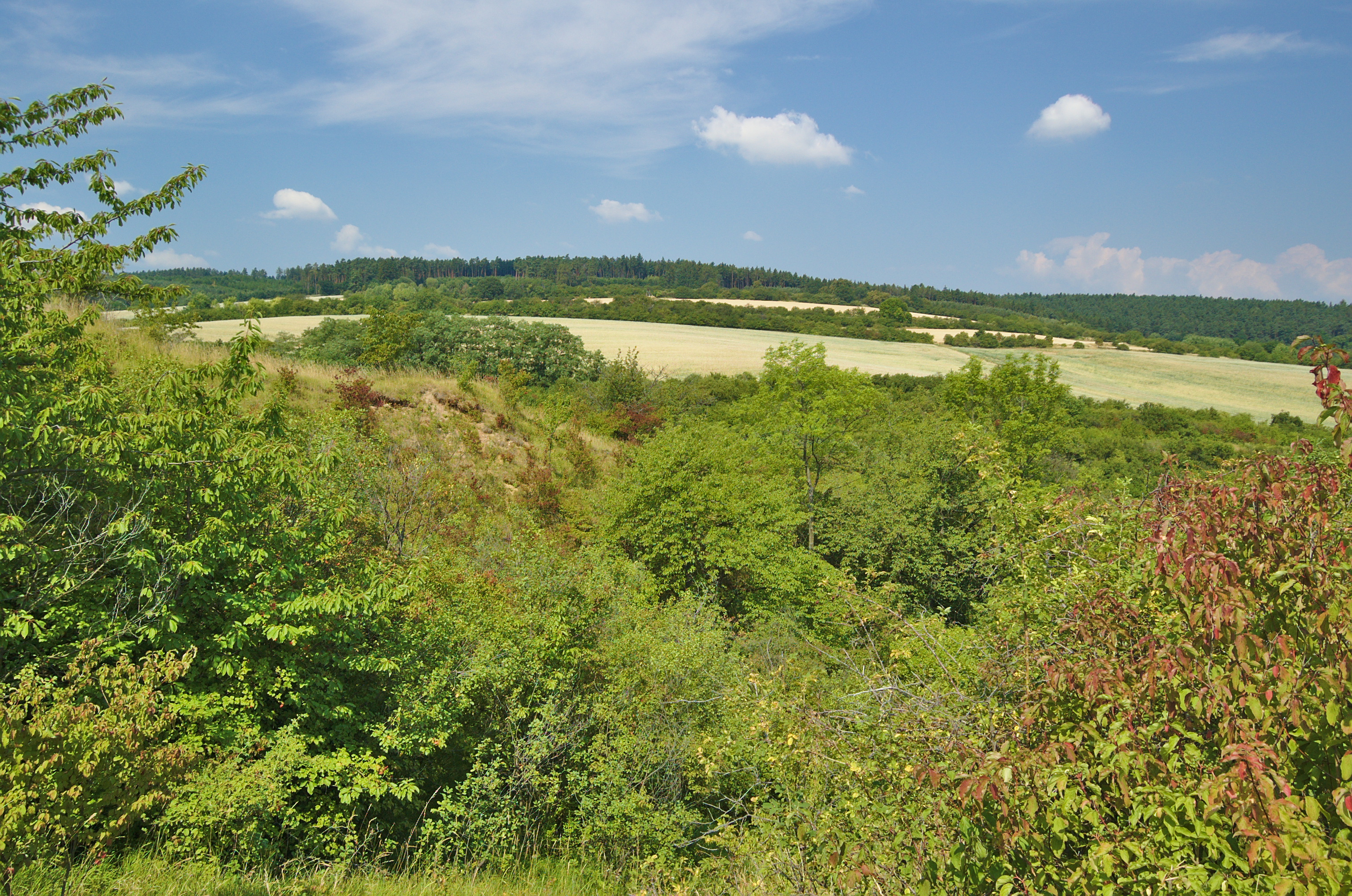
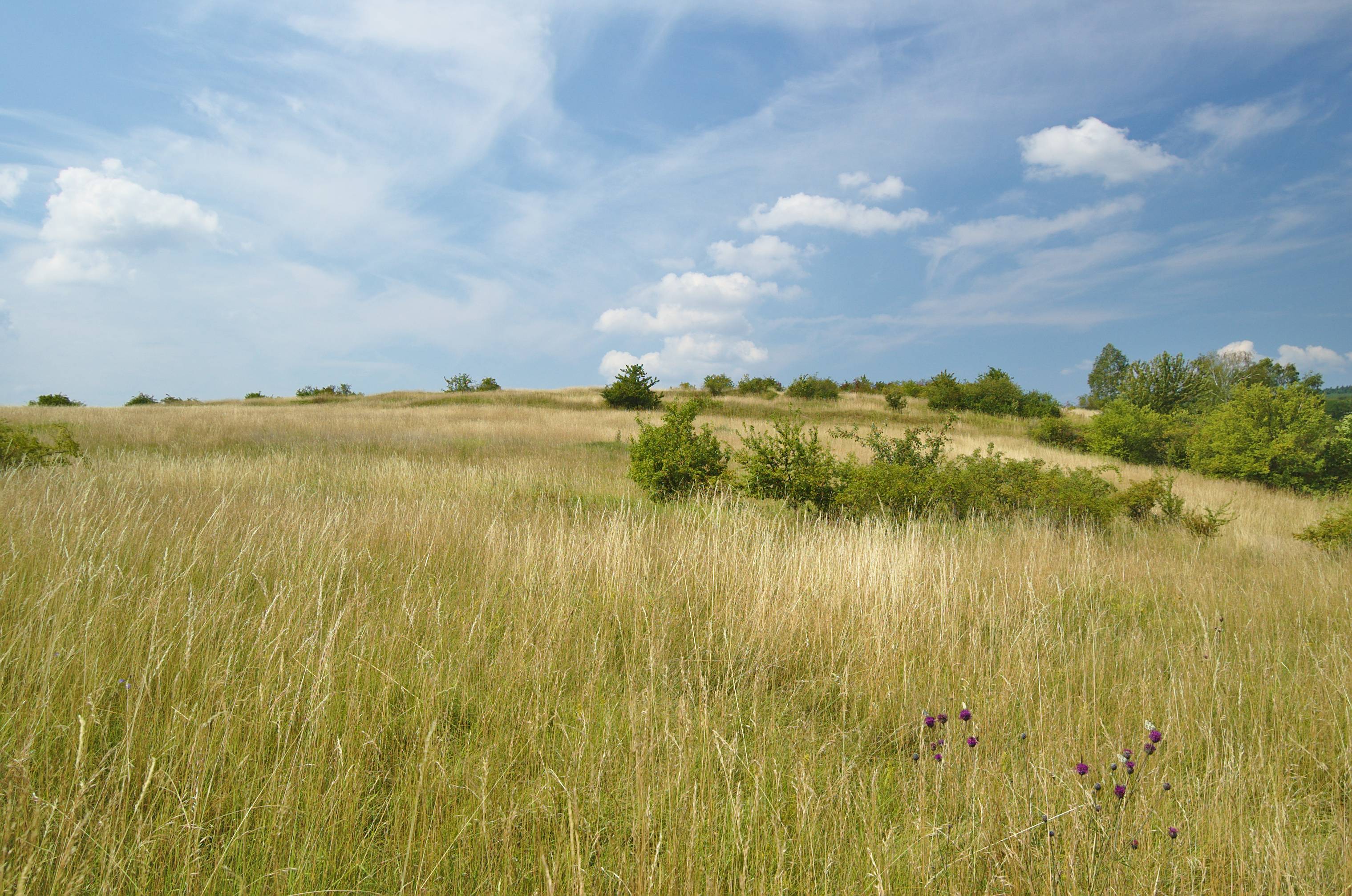
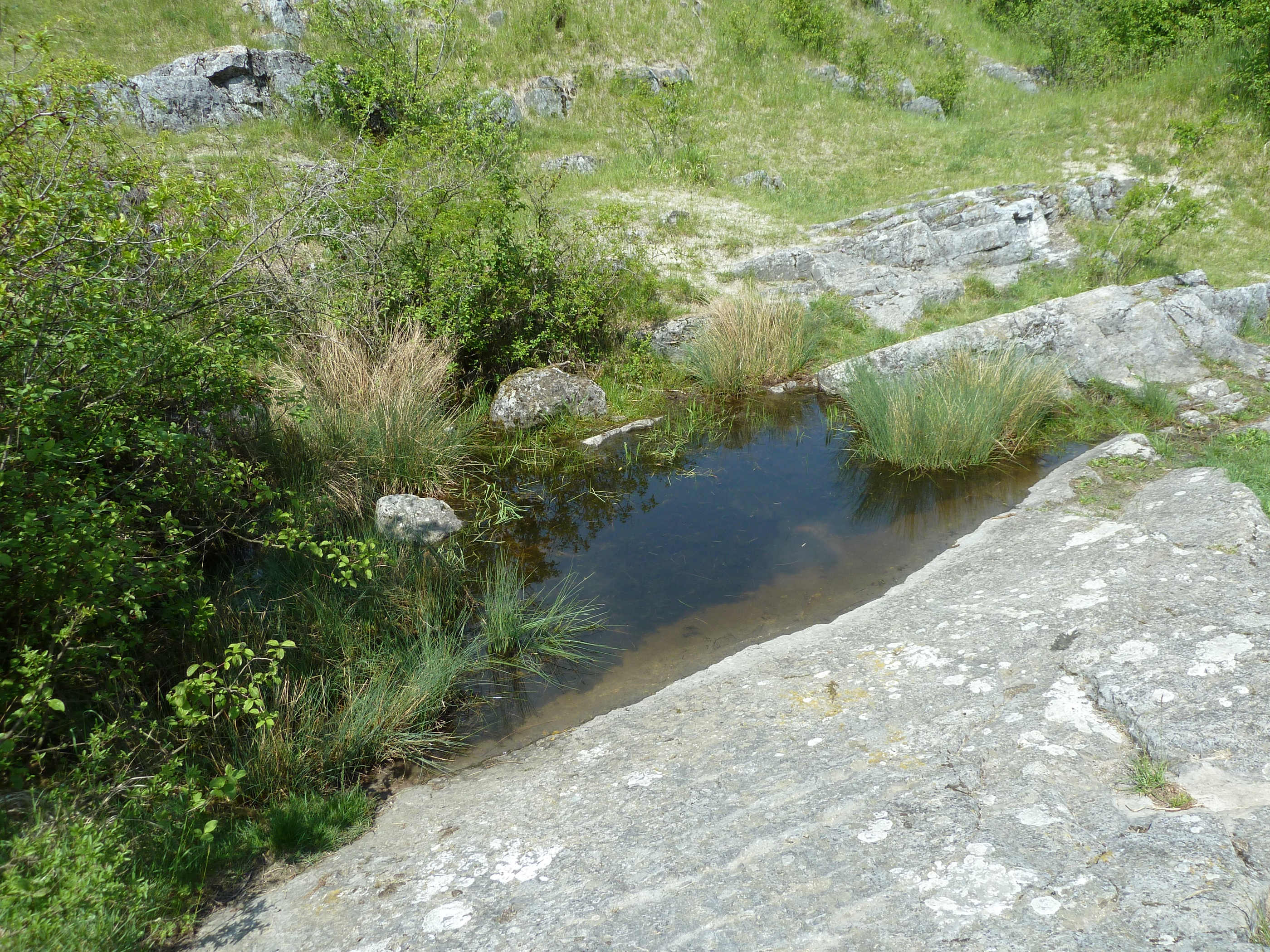
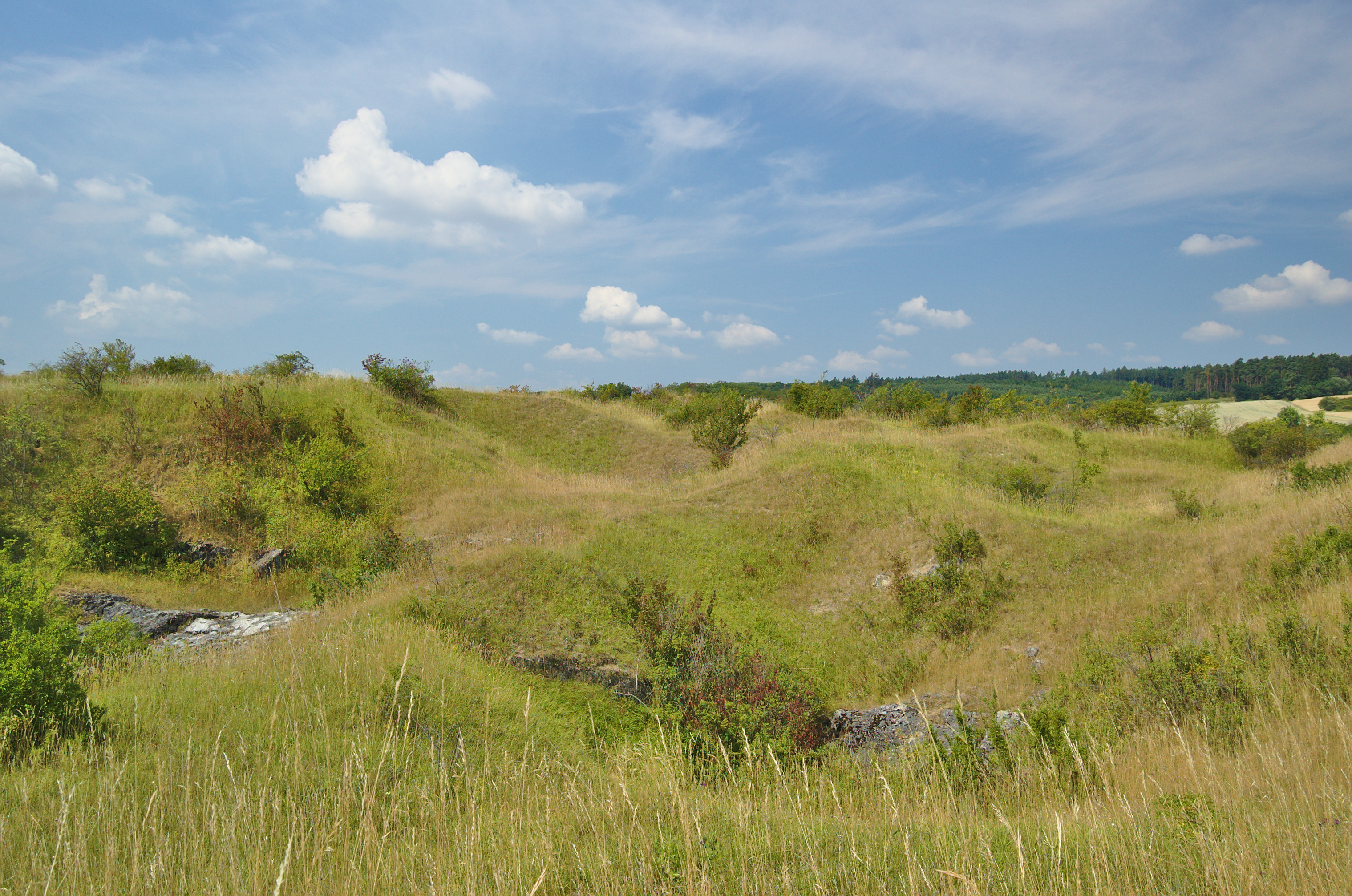